# Liste des partis politiques aux Fidji
La république des Fidji est une démocratie parlementaire, où la vie démocratique reprend après huit années de dictature militaire (2006-2014). Depuis l'indépendance de cette ancienne colonie britannique en 1970, la vie politique aux Fidji est essentiellement bipartite. Il existe néanmoins aujourd'hui quatre partis politiques importants :
- Fidji d'abord (centre, populiste, laïc). Fondé en 2013 par Frank Bainimarama, l'auteur du coup d'État militaire 'anti-raciste' de 2006 et actuel premier ministre, il dispose de trente-deux sièges sur cinquante au Parlement à la suite des élections de 2014. Il prône l'unité et l'harmonie nationales par-delà les traditionnels clivages ethniques, et bénéficie d'un soutien important auprès des différentes communautés ethniques.
- Parti libéral social-démocrate (Sodelpa ; droite nationaliste). Le Sodelpa, fondé en 2013, s'inscrit dans une lignée de partis successifs se réclamant de la défense des intérêts de la population autochtone, au pouvoir de 1987 à 1999 et de 2000 à 2006. Défendant l'autorité des chefs héréditaires, et demandant la reconnaissance du christianisme comme religion d'État, le parti a deux dirigeants. Ro Teimumu Kepa, l'une des plus hautes chefs de l'aristocratie autochtone, exerce les fonctions de chef de l'opposition parlementaire, tandis que Sitiveni Rabuka est le chef du parti, sans être député. Roturier, Rabuka est l'auteur de deux coups d'État en 1987 pour tenter d'imposer une suprématie politique autochtone sur le pays, mais a depuis modéré ses positions. Le Sodelpa dispose de quinze sièges au Parlement.
- Parti de la fédération nationale (centre gauche, centre). Le plus vieux parti du pays, il est fondé en 1963, principalement pour défendre les intérêts des fermiers indo-fidjiens. Jusqu'au milieu des années 1980, il est le principal parti d'opposition. Il est brièvement au pouvoir d'avril à mai 1987 dans un gouvernement de coalition avec le Parti travailliste, renversé par un coup d'État. Il a connu, depuis, un net déclin. Actuellement dirigé par Biman Prasad, il dispose de trois sièges au Parlement, et fait partie du bloc d'opposition mené par Ro Teimumu Kepa du Sodelpa.
- Parti travailliste fidjien (gauche, socialisme démocratique). Fondé en 1985 par les organisations syndicales, il vise à transcender les clivages ethniques, mais a surtout été soutenu par un électorat indo-fidjien. Ayant remporté les élections de 1987 et de 1999, il a deux fois formé un gouvernement, renversé rapidement par des coups d'État orchestrés par des nationalistes autochtones. Principal parti d'opposition au début des années 2000, il a subi un important déclin, et n'a remporté aucun siège lors des élections de 2014. Son dirigeant depuis le début des années 1990 est Mahendra Chaudhry.

## Historique
La fin des années 1960, période de transition vers l'indépendance, marque l'émergence des premiers partis politiques. Jusqu'en 1985, les deux partis importants sont le Parti de l'Alliance (au pouvoir sans discontinuer sous le Premier ministre Ratu Sir Kamisese Mara) et le Parti de la fédération nationale (l'opposition parlementaire). Si le Parti de l'Alliance a pour vocation initiale d'être multi-ethnique, c'est avant tout un parti conservateur, ancré dans l'autorité traditionnelle de l'aristocratie fidjienne, et qui en vient rapidement à représenter surtout la population autochtone. La vie politique reflète ainsi un clivage ethnique dans la société fidjienne.
L'émergence du Parti travailliste en 1985, et sa victoire aux élections de 1987, vient un temps dépasser ce clivage ethnique, mais le gouvernement de Timoci Bavadra est très rapidement renversé par un coup d'État militaire raciste et 'anti-Indien', mené par le colonel Sitiveni Rabuka pour imposer la suprématie politique de la population autochtone. Ce coup d'État promeut le développement de l'extrême droite autochtone. Les racines de l'extrême-droite remontent au Parti nationaliste fidjien fondé en 1975 par Sakeasi Butadroka, emprisonné par la suite pour incitation à la haine raciale ; il avait demandé que tous les Fidjiens d'origine indienne soient expulsés du pays. Sitiveni Rabuka fonde en 1990 le parti Soqosoqo ni Vakavulewa ni Taukei (SVT), avec l'appui du Grand Conseil des chefs, comme parti ethnique pour les autochtones ; il gouverne jusqu'à sa défaite aux élections de 1999. Le nouveau coup d'État de l'an 2000, qui renverse le Premier ministre travailliste Mahendra Chaudhry, mène à la formation en 2001 de deux nouveaux partis nationalistes autochtones : le Parti des Fidji unies (SDL) de Laisenia Qarase, et l'Alliance conservatrice, créée par les partisans du coup d'État, qui souhaitent exclure les Indo-Fidjiens de la vie politique. Le SDL (droite nationaliste) gouverne en coalition avec l'Alliance conservatrice (extrême-droite), puis l'absorbe en 2006, devenant le seul grand parti de droite et d'extrême-droite, face à la gauche travailliste. Le gouvernement nationaliste de Laisenia Qarase est renversé par le coup d'État militaire 'anti-raciste' de décembre 2006, mené par le contre-amiral Frank Bainimarama.
Enfin, dans les années 1990 et 2000, un parti existe spécifiquement pour représenter les petites minorités ethniques, c'est-à-dire les communautés autres qu'autochtone ou indienne : Fidjiens d'origine chinoise, européenne… Né au début des années 1990 des décombres du Parti de l'Alliance, le Parti des Électeurs généraux (General Voters Party) prend ensuite le nom de Parti général unifié, puis de Parti des peuples unis (United Peoples Party). De 2001 jusqu'à sa dissolution en 2013, le parti est dirigé par Mick Beddoes, qui rejoint ensuite le Parti libéral social-démocrate.

## Partis actuels
Le coup d'État de 2006 suspend la vie politique du pays. En janvier 2013, le régime militaire impose de nouvelles règles pour la reconnaissance de partis politiques, en vue des élections de 2014 pour la restauration de la démocratie. Chaque parti doit avoir au moins 5 000 membres, ce qui entraîne notamment la dissolution du Parti des peuples unis. Parmi les dix-sept partis existants, seuls trois (le Parti travailliste, le SDL et le Parti de la fédération nationale) sont en mesure de se soumettre aux nouvelles règles. Ces règles imposant par ailleurs à chaque parti d'avoir un nom en anglais, le SDL devient le Parti libéral social-démocrate.
Outre ces trois partis et le parti Fidji d'abord, trois nouveaux partis sont également reconnus sur le registre officiel des partis politiques :
- le Parti démocrate populaire (PDP), fondé par le Congrès syndical fidjien (Fiji Trades Union Congress, FTUC) et par des déçus du Parti travailliste. Il est dirigé par le syndicaliste Felix Anthony ;
- le Parti fidjien unifié pour la liberté (Fiji United Freedom Party), qui souhaite représenter principalement les intérêts des jeunes ;
- le Parti des Fidji unifiées (One Fiji Party).

Aucun de ces trois nouveaux partis n'obtient de sièges aux élections de 2014, bien que le PDP obtienne davantage de voix que le Parti travailliste.